# Prostaglandinski E2 receptor
Prostaglandinski E2 receptor (EP2) je prostaglandinski receptor za prostaglandin E2. On je kodiran ljudskim genom PTGER2.
On je povezan sa aspirinom indukovanom astmom.

## Mehanizam
Ovaj protein je G protein spregnuti receptor, koji aktivira G protein .

## Literatura
- Duncan AM; Anderson LL; Funk CD;  . (1995). „Chromosomal localization of the human prostanoid receptor gene family.”. Genomics. 25 (3): 740—2. PMID 7759114. doi:10.1016/0888-7543(95)80022-E.
- Regan JW; Bailey TJ; Pepperl DJ;  . (1994). „Cloning of a novel human prostaglandin receptor with characteristics of the pharmacologically defined EP2 subtype.”. Mol. Pharmacol. 46 (2): 213—20. PMID 8078484.
- Bastien L; Sawyer N; Grygorczyk R;  . (1994). „Cloning, functional expression, and characterization of the human prostaglandin E2 receptor EP2 subtype.”. J. Biol. Chem. 269 (16): 11873—7. PMID 8163486.
- An S, Yang J, Xia M, Goetzl EJ (1994). „Cloning and expression of the EP2 subtype of human receptors for prostaglandin E2.”. Biochem. Biophys. Res. Commun. 197 (1): 263—70. PMID 8250933. doi:10.1006/bbrc.1993.2470.
- Stillman BA, Breyer MD, Breyer RM (1999). „Importance of the extracellular domain for prostaglandin EP(2) receptor function.”. Mol. Pharmacol. 56 (3): 545—51. PMID 10462542.
- Smock SL; Pan LC; Castleberry TA;  . (1999). „Cloning, structural characterization, and chromosomal localization of the gene encoding the human prostaglandin E(2) receptor EP2 subtype.”. Gene. 237 (2): 393—402. PMID 10521663. doi:10.1016/S0378-1119(99)00323-6.
- Desai S, April H, Nwaneshiudu C, Ashby B (2001). „Comparison of agonist-induced internalization of the human EP2 and EP4 prostaglandin receptors: role of the carboxyl terminus in EP4 receptor sequestration.”. Mol. Pharmacol. 58 (6): 1279—86. PMID 11093764.
- Duckworth N, Marshall K, Clayton JK (2002). „An investigation of the effect of the prostaglandin EP2 receptor agonist, butaprost, on the human isolated myometrium from pregnant and non-pregnant women.”. J. Endocrinol. 172 (2): 263—9. PMID 11834444. doi:10.1677/joe.0.1720263.
- Kyveris A, Maruscak E, Senchyna M (2002). „Optimization of RNA isolation from human ocular tissues and analysis of prostanoid receptor mRNA expression using RT-PCR.”. Mol. Vis. 8: 51—8. PMID 11951086.
- Takafuji VA, Evans A, Lynch KR, Roche JK (2003). „PGE(2) receptors and synthesis in human gastric mucosa: perturbation in cancer.”. Prostaglandins Leukot. Essent. Fatty Acids. 66 (1): 71—81. PMID 12051958. doi:10.1054/plef.2001.0299.
- Scandella E; Men Y; Gillessen S;  . (2002). „Prostaglandin E2 is a key factor for CCR7 surface expression and migration of monocyte-derived dendritic cells.”. Blood. 100 (4): 1354—61. PMID 12149218. doi:10.1182/blood-2001-11-0017.
- Okuyama T; Ishihara S; Sato H;  . (2002). „Activation of prostaglandin E2-receptor EP2 and EP4 pathways induces growth inhibition in human gastric carcinoma cell lines.”. J. Lab. Clin. Med. 140 (2): 92—102. PMID 12228765.
- Konger RL; Scott GA; Landt Y;  . (2003). „Loss of the EP2 prostaglandin E2 receptor in immortalized human keratinocytes results in increased invasiveness and decreased paxillin expression.”. Am. J. Pathol. 161 (6): 2065—78. PMC 1850902 . PMID 12466123. doi:10.1016/S0002-9440(10)64485-9.
- Strausberg RL; Feingold EA; Grouse LH;  . (2003). „Generation and initial analysis of more than 15,000 full-length human and mouse cDNA sequences”. Proc. Natl. Acad. Sci. U.S.A. 99 (26): 16899—903. PMC 139241 . PMID 12477932. doi:10.1073/pnas.242603899.
- Abulencia JP; Gaspard R; Healy ZR;  . (2003). „Shear-induced cyclooxygenase-2 via a JNK2/c-Jun-dependent pathway regulates prostaglandin receptor expression in chondrocytic cells”. J. Biol. Chem. 278 (31): 28388—94. PMID 12743126. doi:10.1074/jbc.M301378200.
- Richards JA, Brueggemeier RW (2003). „Prostaglandin E2 regulates aromatase activity and expression in human adipose stromal cells via two distinct receptor subtypes”. J. Clin. Endocrinol. Metab. 88 (6): 2810—6. PMID 12788892. doi:10.1210/jc.2002-021475.
- Sun HS; Hsiao KY; Hsu CC;  . (2003). „Transactivation of steroidogenic acute regulatory protein in human endometriotic stromalcells is mediated by the prostaglandin EP2 receptor”. Endocrinology. 144 (9): 3934—42. PMID 12933667. doi:10.1210/en.2003-0289.
- Bradbury DA; Newton R; Zhu YM;  . (2004). „Cyclooxygenase-2 induction by bradykinin in human pulmonary artery smooth muscle cells is mediated by the cyclic AMP response element through a novel autocrine loop involving endogenous prostaglandin E2, E-prostanoid 2 (EP2), and EP4 receptors”. J. Biol. Chem. 278 (50): 49954—64. PMID 14517215. doi:10.1074/jbc.M307964200.
- Moreland RB; Kim N; Nehra A;  . (2004). „Functional prostaglandin E (EP) receptors in human penile corpus cavernosum”. Int. J. Impot. Res. 15 (5): 362—8. PMID 14562138. doi:10.1038/sj.ijir.3901042.
- Sugimoto Y; Nakato T; Kita A;  . (2004). „A cluster of aromatic amino acids in the i2 loop plays a key role for Gs coupling in prostaglandin EP2 and EP3 receptors”. J. Biol. Chem. 279 (12): 11016—26. PMID 14699136. doi:10.1074/jbc.M307404200.

## Spoljašnje veze
- „Prostanoid Receptor: EP2”. IUPHAR Database of Receptors and Ion Channels. International Union of Basic and Clinical Pharmacology. Архивирано из оригинала 03. 03. 2016. г.